# Jane Johnston Schoolcraft
Pour les articles homonymes, voir Schoolcraft.
Jane Johnston Schoolcraft ou Bamewawagezhikaquay (31 janvier 1800 - 22 mai 1842) est la première écrivaine Amérindienne. Elle était d'origine Ojibwé et irlandaise. Son nom amérindien pouvait également s'écrire O-bah-bahm-wawa-ge-zhe-go-qua ce qui signifie « Femme du son [que font les étoiles] en traversant le ciel ». Elle vécut une grande partie de sa vie à Sault Ste. Marie mais aussi sur l'île Mackinac.
Elle écrivit des poèmes et des histoires de la culture Ojibwé. Elle traduisait des chansons de l'Ojibwé vers l'anglais. Ses poèmes étaient en général en anglais bien qu'elle ait écrit des poèmes en langue Ojibwé. Ses œuvres n'étaient pas publiées et concernaient surtout sa vie privée.
Bien plus tard, ses écrits attirèrent pourtant de nombreux étudiants curieux de la littérature et de la culture amérindienne. Elle sera alors reconnue comme la première écrivaine et poétesse Amérindienne.

## Biographie
Jane Johnston est née à Sault Ste. Marie dans le nord du Michigan. Sa mère Ozhaguscodaywayquay, était la fille de Waubojeeg, un important chef de guerre de la tribu des Ojibwés. Son père, John Johnston (1762-1828) était un trappeur originaire de Belfast en Irlande. La mère de Jane lui apprit la culture amérindienne tandis que son père lui apprit la littérature anglophone.
En 1823, Jane se maria avec Henry Rowe Schoolcraft, un célèbre anthropologue américain des cultures amérindiennes. Ce dernier était également un agent du Territoire du Michigan traitant les relations avec les Amérindiens.
En 1826-1827, Henry fit paraître un magazine écrit à la main intitulé The Literary Voyager ou Muzzeniegen qui comportait des écrits de sa femme. Les lettres que s'écrivaient Jane et Henry lorsqu'ils étaient séparés comportaient également des poèmes.
Henry devint célèbre par la suite grâce à ses publications relatives aux Amérindiens et plus particulièrement sur la culture Ojibwés. Ses travaux étaient basés sur les informations que lui donnaient Jane et sa famille. Ses publications furent la source principale d'informations du livre d'Henry Wadsworth Longfellow intitulé The Song of Hiawatha (1855).
Le couple déménagea en 1933 sur l'île Mackinac. Ils eurent quatre enfants. Un de ses enfants décéda à l'âge de deux ans et Jane écrivit plusieurs poèmes sur ce sujet pour exprimer sa peine. Un autre poème parla de ses sentiments lorsqu'elle fut obligée d'envoyer deux de ses enfants dans une école distante.
En 1841, lorsqu'Henry perdit son poste d'agent pour les affaires amérindiennes, la famille déménagea à New York. Jane commença à être malade et décéda en 1842 lors d'une visite d'une de ses sœurs au Canada. Elle sera enterrée à Ancaster.

## Hommages et culture populaire
En 1962, Philip P. Mason publia The Literary Voyager basé sur des écrits de Jane ce qui la fit connaître dans les années 1990. En 2002, Robert Dale Parker publia une œuvre reprenant tous les écrits de Jane et comportant une biographie. Cet ouvrage fit encore mieux connaître le travail de Jane notamment chez les étudiants. En 2008, Jane Johnston Schoolcraft sera honorée à titre posthume en étant ajoutée au Michigan Women's Hall of Fame.
Les paroles de la chanson "Sweet Willy, My Boy", de Dave Stanaway et Susan Askwith, furent tirées d'un poème de Jane Johnston Schoolcraft